# Monumento a Paulino Vicente

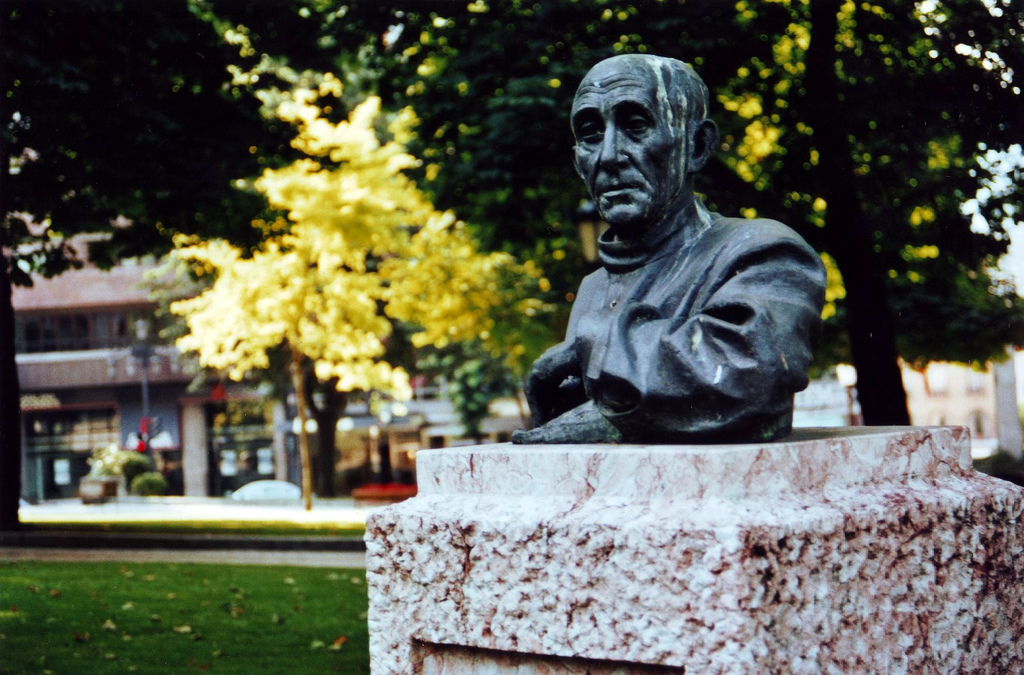
Monumento a Paulino Vicente.

El monumento a Paulino Vicente, ubicado en el Campo de San Francisco, en la ciudad de Oviedo, Principado de Asturias, España, es una de las más de un centenar de esculturas urbanas que adornan las calles de la mencionada ciudad española.
El paisaje urbano de esta ciudad se ve adornado por obras escultóricas, generalmente monumentos conmemorativos dedicados a personajes de especial relevancia en un primer momento, y más puramente artísticas desde finales del siglo XX.
La escultura, hecha en bronce, es obra de Félix Alonso Arena, discípulo de Paulino; y está datada en 1988.Fue inaugurada el Martes de Campo de 1988 tras ser donada por el artista a la ciudad. Se trata de un busto del pintor Paulino Vicente Rodríguez García, padre del también pintor Paulino Vicente,  “El Mozu”. Paulino Vicente fue un pintor local, nombrado hijo predilecto de Oviedo el 28 de marzo de 1979, y en el busto, aparece representado con un solo brazo que está doblado o acodado. La pieza se sitúa sobre un alto pedestal.